# Ernesto Carmona Guzmán
Ernesto Carmona Guzmán (Sevilla, 1948) es un químico español, catedrático universitario e investigador del Instituto de Investigaciones Químicas (Universidad de Sevilla-Consejo Superior de Investigaciones Científicas (CSIC)), galardonado con multitud de premios por su trabajo, el último de ellos el Rey Jaime I en Investigación Básica en 2010.

## Biografía
Licenciado en Ciencias Químicas en la Universidad de Sevilla en 1972, obtuvo el doctorado dos años después en la misma universidad, con sendos premios extraordinarios. Cursó estudios posdoctorales en el Imperial College London integrado en el equipo del Nobel de Química, Geoffrey Wilkinson. De vuelta en España en 1977 y, tras un breve paso por la Universidad de Córdoba, se estableció en la universidad hispalense donde, desde 1984, es catedrático de Química Inorgánica de su Facultad de Química. Trabaja, además, en el Instituto de Investigaciones Químicas (IIQ-CSIC-Universidad de Sevilla) y ha formado parte del Consejo Rector del CSIC entre 1993 y 1996. Ha sido profesor visitante en las universidades de Alabama (1982), Oxford (1989-1990) y Universidad Paul Sabatier (1997). Es autor de más de un centenar de artículos científicos en publicaciones especializadas, además de haber dirigido más de una treintena de tesis doctorales.
Académico de la Real Academia de Ciencias Exactas, Físicas y Naturales, Real Academia Sevillana de Ciencias, miembro de la Real Sociedad Española de Química, de la Royal Society of Chemistry y de la American Chemical Society, ha sido galardonado con el premio Solvay (1991), el premio Maimónides de la Junta de Andalucía (1994), el de investigación de la Sociedad Francesa de Química (2004), medalla de oro de la Asociación Nacional de Químicos de España y el Premio Rey Jaime I de Investigación Básica (2010) por sus aportaciones «a la química organometálica, y en particular respecto a la activación del dióxido de carbono, hidrocarburos y otras moléculas de interés medioambiental y económico».